# كيسي مارتن
كيسي مارتن (بالإنجليزية: Casey Martin)‏ هو لاعب غولف أمريكي، ولد في 2 يونيو 1972 في يوجين في الولايات المتحدة.

## وصلات خارجية
- كيسي مارتن على موقع رابطة لاعبي الغولف المحترفين (الإنجليزية)